# Instituto Profesional Providencia
La Sociedad Instituto Profesional Providencia (IPP) es una institución superior técnica profesional chilena, fundada en 1981, organizada como Instituto Profesional de Modalidad Online y constituida como una sociedad privada, anónima y autónoma, propiedad de la sociedad de inversiones Social Learning Chile SpA y asociados.
Cuenta con 25 centros de servicio al estudiante en distintas ciudades a lo largo de Chile.
Actualmente se encuentra acreditado por la Comisión Nacional de Acreditación (CNA-Chile) por un período de 3 años (de un máximo de 7), desde abril de 2022 hasta abril de 2025.Está en la posición 70 de instituciones educativas chilenas según el ranking de Webometrics 2024.

## Escuelas
- Escuela de Humanidades y Ciencias Sociales
- Escuela de Tecnología
- Escuela de Negocio y Gestión
- Escuela de Diseño y Comunicación

## Sedes
- Santiago Av. Vicuña Mackenna 380
- Recoleta, 901. Local 1
- Puente Alto, Concha Y Toro 625 Local 3
- La Serena: Eduardo de la Barra, 336
- Viña del Mar: 10 Norte 746
- Ver otros en Centros IPP Archivado el 4 de agosto de 2020 en Wayback Machine.